# 薛贵珍
薛贵珍（？—？），河东郡汾阴县（今山西省运城市万荣县）人，北周、隋朝官员。

## 生平
天和初年，薛贵珍以贵胄子弟的身份被选为侍卫，以左前侍中士为起家官，屡次升任英果、胥附左承御、侍伯中士，又出任北道监行军事，转任左卫前侍上士。天和四年（569年），南陈将军章昭达率领部众五万人、战船两千艘围困江陵，江陵总管陆腾率兵反击，薛贵珍参与了此次战争，因功进号帅都督。建德六年（577年）十一月，南陈将军吴明彻入侵吕梁，上大将军、郯国公王轨率军反击，薛贵珍也参与了此次战事，因功加使持节、仪同大将军、门正、右旅大夫。开皇二年（582年），薛贵珍率领侧翼部队北伐，因功封卢氏县开国伯，加车骑将军。开皇八年（588年）十月，隋朝出兵讨伐南陈，薛贵珍作为宜阳公王世积的部下从蕲春出兵，前往九江，在蘄口与南陈将军纪瑱交战，大败敌军。薛贵珍因功升任上开府，封建兴县开国公，食邑七百户，获得的赏赐不计其数。开皇十年（590年）十一月，江南多地起兵反隋，薛贵珍奉命讨伐宣州汪文进，屡次获胜，终于平定了敌人。回到晋阳后，薛贵珍患病去世。开皇十二年七月十七日（592年8月30日），薛贵珍与夫人纥骨氏合葬于雍州长安县高阳原，朝廷赠予大将军。

## 家庭

### 祖父
- 薛宁，尚书郎、游击将军、别部都将、燉煌郡太守[2]

### 父亲
- 薛回，使持节、仪同、直后、司水大夫、骠骑开府、扶州刺史、扶州总管、泾州总管、大将军、舞阴郡开国公[2]

### 兄弟姐妹
- 薛世雄，隋朝左御卫大将军、涿郡留守、长江县公[2]